# Лиферов, Николай Александрович
Николай Александрович Лиферов — советский хозяйственный и государственный деятель, лауреат Государственной премии СССР за выдающиеся достижения в труде.

## Биография
Родился в 1937 году на территории современного Абинского района Краснодарского края. Член КПСС.
Окончил Ахтырское училище механизации.
В 1957—1982 — комбайнер, поливальщик звена рисоводческого совхоза «Искра» Абинского района Краснодарского края.
За широкое использование результатов научных исследований и внедрение передового опыта в производство риса, кукурузы, гречихи, сахарной свёклы, льна, обеспечивших значительное повышение культуры земледелия, эффективное использование техники и рост на этой основе производства с/х продукции, и инициативу в развитии наставничества был в составе коллектива удостоен Государственной премии СССР за выдающиеся достижения в труде 1977 года.
Отличник Министерства земледелия и заготовок Болгарии, мастер орошаемого земледелия первого класса.
Умер в 1982 году в Абинском районе Краснодарского края.

## Награды
- Орден Ленина
- Орден Трудового Красного Знамени
- Орден Знак Почёта